# Belgisch recht
Belgisch recht is de verzamelnaam voor het in België geldende recht. Het komt voort uit, en is in grote delen nog hetzelfde, of zeer vergelijkbaar, met het Franse recht. Het Belgisch recht behoort daarmee tot de Napoleontische (of Romaanse) rechtsfamilie. Net zoals de meeste Europese systemen is het een continentaalrechtelijk systeem, in tegenstelling tot de common law, het rechtssysteem dat onder andere het Verenigd Koninkrijk hanteert.